# Trentepohlia (Mongoma) reisi
Trentepohlia (Mongoma) reisi is een tweevleugelige uit de familie steltmuggen (Limoniidae). De soort komt voor in het Afrotropisch gebied.